# تاریخ فخری
تاریخ فخری(به عربی: الفخری فی الاداب السلطانیه و الدول الاسلامیة) کتابی است تاریخی نوشته مورخ شیعه قرن هفتم ابن طقطقی.
کتاب از دو بخش تشکیل شده است ، بخش اول به دانش سیاست و ملک داری است و بخش دوم پیرامون تاریخ اسلام پس از درگذشت محمد. 